# Michel Gondry
Michel Gondry (n. 8 mai 1963, Versailles, Région parisienne, Franța) este un regizor și scenarist francez de film.

## Filmografie selectivă
- 2001 Human Nature
- 2004 Strălucirea eternă a minții neprihănite (Eternal Sunshine of the Spotless Mind)
- 2006 La Science des rêves (The Science of Sleep)
- 2006 Dave Chappelle's Block Party (documentar)
- 2008 Soyez sympas, rembobinez (Be Kind Rewind)
- 2010 L'Épine dans le cœur (documentar)
- 2011 Viespea verde (The Green Hornet)
- 2012 The We and the I
- 2013 L'Écume des jours
- 2014 Conversation animée avec Noam Chomsky (Is the Man Who Is Tall Happy?, documentar de animație)
- 2015 Microbe et Gasoil
- 2023 Le Livre des solutions
- 2024 Maya, donne-moi un titre (film de animație)